# Иванова, Янина Григорьевна
Янина Григорьевна Иванова (укр. Яніна Григорівна Іванова; 17 марта 1930, село Самгородок, Казатинский район, Винницкая область, УССР — 3 ноября 2024) — телятница совхоза Юзефо-Николаевского сахарного комбината Казатинского района Винницкой области. Герой Социалистического Труда (1966). Депутат Верховного Совета УССР 7—9 созывов. Заслуженный работник сельского хозяйства УССР.

## Биография
Родилась 17 марта 1930 года в крестьянской семье в селе Самгородок Винницкой области. Получила среднее образование. Окончила Самгородскую вечернюю школу.
После начала Великой Отечественной войны эвакуировалась вместе с семьёй в Тамбовскую область.
С 1944 года — работница и с 1948 года — телятница совхоза Юзефо-Николаевского сахарного комбината Казатинского района.
В 1966 году удостоена звания Героя Социалистического Труда.
С 1968 года — бригадир молочной фермы отделения «Красное» свеклосовхоза «Самгородское» села Красное Казатинского района Винницкой области.
В 1969 году вступила в КПСС. Избиралась депутатом Верховного Совета УССР 7 — 9 созывов.
После выхода на пенсию проживала в городе Казатин Винницкой области. Умерла 3 ноября 2024 года.

## Награды
- Герой Социалистического Труда — указом Президиума Верховного Совета СССР от 22 марта 1966 года
- Орден Ленина